# 월촌중학교
월촌중학교(月村中學校)는 대한민국 서울특별시 양천구 목동에 위치한 공립 중학교이다.

## 학교 연혁
- 1991년 1월 21일 : 월촌중학교 설립 인가(공립)
- 1991년 3월 1일 : 초대 최장수 교장 취임
- 1991년 3월 5일 : 제1회 입학식(10학급 남 258명, 여 258명)
- 1991년 5월 4일 : 개교식
- 1994년 2월 14일 : 제1회 졸업식(10학급 남 224명, 여 347명)
- 2013년 1월 8일 : 행복한 학교, 행복한 수업 거점 학교 지정
- 2020년 3월 1일 : 제12대 고광석 교장 취임
- 2023년 1월 3일 : 제30회 졸업식 (16학급 492명)
- 2023년 3월 2일 : 제33회 입학식 (16학급 468명)

## 참고 자료
- 월촌중학교 - 한국교육학술정보원 학교알리미